# Alex Lee
Alex Lee, reconnu pour ses talents de guitariste et claviériste, est né le 16 mars 1970 à Bristol en Angleterre.
Il rejoint les The Blue Aeroplanes, groupe rock créé en 1984, puis plus tard The Jazz Butcher Conspiracy, groupe de Northampton. En 1995 il se joint au groupe nommé Suede et lorsqu'il est appelé à jouer pour le groupe Strangelove il reste quand même avec Suede. En 1998 Strangelove se sépare. En 2005, il est choisi par Placebo pour remplacer Xavior Roide. Il jouera avec Placebo jusqu'à la fin de la tournée Meds à l'été 2007.